# إسلام رضاييف
رضاييف إسلام تابديج أوغلو (بالأذرية: İslam Rzayev) مغني أذربيجاني، وفنان الشعب في أذربيجان.

## حياته ومشواره المهني
ولد جبار كرياجديوغلو بقرية سردارلي بمقاطعة فضولي في 11 نوفمبر 1934.
بعد تخريجه من المدرسة الثانوية بدأ تعليمه الموسيقي في مدرسة أذربيجان الحكومية للموسيقى في باكو بين 1951-1956. خلال هذه الفترة درسالمقام الأذربيجاني بالكامل في صف سيد شوشينسكي. كما تلقى دروس المقام من زولفو أديجوزالوف وحقيقات رضاييفا.
ثم واصل تعليمه في جامعة أذربيجان الحكومية للثقافة والفنون، ومنذ هذه الفترة بدا إبداعه كعارف منفرد في فيلهارموني أكاديمى لدولة أذربيجان.
كان رضاييف واحدا من أتباع مدرسة الغناء في قاراباغ.لعب إسلام رضاييف بمهارة مقام "باياتي كورد"، و"ماهو-هندي"، و"راست"، "وجاهارجاه"، وحصل على وسام «شهرة» بموجب قرار رئيس جمهورية أذربيجان في عام 2004 لمساهمته في تطوير الفن الأذربيجاني. وتوفي في باكو في عام 2008.

## روابط خارجية
- إسلام رضاييف على موقع ميوزك برينز (الإنجليزية)